# Ветью
Ветью (коми Ветью) — посёлок в Княжпогостском районе Республики Коми России. Входит в состав сельского поселения Туръя.

## История
Был основан в 1930 году как посёлок спецпереселенцев. В 1949 году в посёлке проживало 80 высланных, в числе которых: 47 «бывших кулаков» (6 семей), 27 немцев и 6 жителей Западной Украины. В 1979 году в посёлке проживало 650 человек; в 1989 году — 779 человек.

## География
Посёлок находится в западной части Республики Коми, в пределах Вычегодско-Мезенской равнины, на правом берегу реки Выми, на расстоянии примерно 37 километров (по прямой) к северо-западу от города Емвы, административного центра района. Абсолютная высота — 97 метров над уровнем моря.
Климат
Климат характеризуется как умеренно континентальный, с продолжительной умеренно морозной многоснежной зимой и коротким прохладным летом. Среднегодовая температура воздуха составляет −0,6 °С. Средняя температура воздуха самого тёплого месяца (июля) составляет 15,6 °C; самого холодного (января) — −16,2 °C. Среднегодовое количество атмосферных осадков составляет 608 мм.
Часовой пояс
Ветью, как и вся Республика Коми, находится в часовой зоне МСК (московское время). Смещение применяемого времени относительно UTC составляет +3:00.

## Население
| 1989 | 2002 | 2010 |
| ---- | ---- | ---- |
| 772  | ↘521 | ↘141 |

Гендерный состав
По данным Всероссийской переписи населения 2010 года в гендерной структуре населения мужчины составляли 53,2 %, женщины — соответственно 46,8 %.
Национальный состав
Согласно результатам переписи 2002 года, в национальной структуре населения русские составляли 64 % из 521 чел.